# Mario Caruso (1955)
Mario Caruso (Militello in Val di Catania, 3 settembre 1955) è un politico italiano.

## Biografia
È stato coordinatore per l'Europa del patronato ENAS del sindacato di destra UGL.
Alle elezioni politiche del 2006 è candidato alla Camera dei Deputati nella circoscrizione Estero A (Europa), nella lista Per l'Italia nel Mondo di Mirko Tremaglia (espressione di Alleanza Nazionale nei collegi esteri), ma non viene eletto.
Alle successive elezioni politiche del 2008 è ricandidato alla Camera dei Deputati, sempre nella circoscrizione Estero A (Europa), nelle liste del Popolo della Libertà (in quota AN), tuttavia, con circa 7.100 preferenze risulta il terzo dei non eletti.
Nel 2010 abbandona il Popolo della Libertà e, seguendo la scissione di Gianfranco Fini, aderisce a Futuro e Libertà per l'Italia, divenendone coordinatore per la Germania.
Alle elezioni politiche del 2013 è nuovamente candidato alla Camera dei deputati, ancora nella circoscrizione Estero A (Europa), nella lista centrista Con Monti per l'Italia (in quota Futuro e Libertà), risultando il primo degli eletti (con 12.576 preferenze) e venendo dunque proclamato deputato della XVII Legislatura, unico deputato di FLI eletto in Parlamento non avendo il partito superato lo sbarramento nel voto nazionale. Alla Camera dei Deputati aderisce al gruppo di Scelta Civica per l'Italia, successivamente il 10 dicembre 2013 aderisce al nuovo gruppo parlamentare Democrazia Solidale - Centro Democratico di cui è tesoriere. Dopo lo scioglimento di FLI, nel dicembre 2013 aderisce ai Popolari per l'Italia, nuovo partito fondato da Mario Mauro, abbandonando infine quest'ultimo a dicembre 2014, restando dunque come indipendente all'interno del gruppo parlamentare Democrazia Solidale - Centro Democratico.
Resta deputato fino al marzo 2018, quando candidato capolista alla Camera per la Circoscrizione Estero - Europa con Noi con l'Italia - UDC, non viene eletto .

## Controversie
Il 1º ottobre 2017 il programma televisivo Le Iene ha affermato che Mario Caruso ha fatto assumere come proprio assistente parlamentare il figlio del collega di partito e sottosegretario alla Difesa Domenico Rossi, sebbene l'incarico fosse in realtà svolto da un'altra persona priva di contratto di lavoro. Due giorni dopo il sottosegretario Rossi ha rimesso le deleghe ricevute (pur continuando a ricoprire la carica di sottosegretario). Nelle settimane successive, in un altro servizio de Le Iene firmato, come il primo, dallo showman Filippo Roma, un testimone con volto coperto ha sostenuto di avere contribuito all'elezione in Parlamento di Caruso e di Aldo Di Biagio organizzando brogli in Germania.
Caruso ha successivamente respinto tutte le accuse con un comunicato riportato dall'agenzia di stampa Aise, accusando il programma televisivo di cattivo giornalismo e di trasmettere servizi "manovrati da sistemi e interessi occulti". In particolare ha lamentato l'assenza di prove verificabili a sostegno della tesi dei brogli e sottolineato la falsità materiale dei dati riferiti alle preferenze elettorali raccolte e, a suo avviso, l'implausibilità tecnica del meccanismo di broglio addebitatogli.